# 普拉利
普拉利（義大利語：Prali），是意大利都灵省的一个市镇。总面积72平方公里，人口273人，人口密度3.8人/平方公里（2009年）。ISTAT代码为001202。

## 友好城市
- 法國阿布列